# Pekari
Pekari (Tayassu) – rodzaj ssaków z podrodziny Tayassuinae w obrębie rodziny pekariowatych (Tayassuidae). 

## Rozmieszczenie geograficzne
Rodzaj obejmuje jeden żyjący współcześnie gatunek występujący w Ameryce Środkowej i Południowej.

## Morfologia
Długość ciała (bez ogona) 90,5–139 cm, długość ogona 1–6,5 cm, wysokość w kłębie 40–60 cm; masa ciała 25–40 kg.

## Systematyka
Rodzaj zdefiniował w 1814 roku niemiecki przyrodnik, anatom i paleontolog Johann Fischer von Waldheim w trzeciej części publikacji swojego autorstwa zatytuowanej Zoognozja ilustrowana planszami synoptycznymi, wydana na potrzeby wykładów w Cesarskiej Akademii Medycyny i Chirurgii w Moskwie. Fischer wymienił dwa gatunki – Sus tajassu patira Kerr, 1792 i Sus pecari Link, 1795 – nie wskazując gatunku typowego; gatunkiem typowym jest (późniejsze oznaczenie) Sus pecari Link, 1795.

### Etymologia
- Tayassu (Tagassu, Tayassus): tupijskie rodzime nazwy tayassu, tajassou, tajacu lub tajoussou dla pekari[13].
- Olidosus: łac. olidus ‘śmierdzący’; sus, suis ‘świnia’[14]. Gatunek typowy (oznaczenie monotypowe): Sus albirostris[d] Illiger, 1815.
- Sylvochoerus: łac. silva ‘las’; χοιρος khoiros ‘świnia’[6]. Gatunek typowy (oryginalne oznaczenie): Sylvochoerus woodburnei Frailey & K.E. Campbell, 2012 (= Sus pecari Link, 1795).

### Podział systematyczny
Do rodzaju należy jeden występujący współcześnie gatunek:
- Tayassu pecari (Link, 1795) – pekari białobrody

Opisano również gatunki wymarłe:
- Tayassu edensis (C. Frick, 1921)[16] (Ameryka Północna; pliocen).
- Tayassu giosciai Roselli, 1976[17] (Ameryka Południowa; plejstocen).